# 25時のバカンス
『25時のバカンス』（にじゅうごじのバカンス）は、市川春子による日本の漫画作品。『月刊アフタヌーン』（講談社）にて、2010年9月号と10月号に前後編が掲載された。第5回マンガ大賞ノミネート、「THE BEST MANGA 2012 このマンガを読め!」2位作品。
深海生物圏研究室に勤務する女性、乙女がカメラマンの弟、甲太郎と少しのバカンスを取る。近親相姦的な姉弟関係が話の軸となっているが、市川は血縁だからこそのタブーにも興味があり、本作ではその要素を入れたと述べている。

## 単行本
2011年9月23日に『25時のバカンス 市川春子作品集II』として、表題作の他に短編2編を収録した形で講談社より単行本が発売された。単行本の装丁はデザイナーでもある市川自身が担当している。

### 収録作
- 25時のバカンス（月刊アフタヌーン2010年9月号 - 10月号）
- パンドラにて（月刊アフタヌーン2010年1月号）
- 月の葬式（月刊アフタヌーン2011年10月号）